# Mossega indecisa
Mossega indecisa is een insect uit de familie van de mierenleeuwen (Myrmeleontidae), die tot de orde netvleugeligen (Neuroptera) behoort. 
Mossega indecisa is voor het eerst wetenschappelijk beschreven door Banks in 1913.